# Scaccia

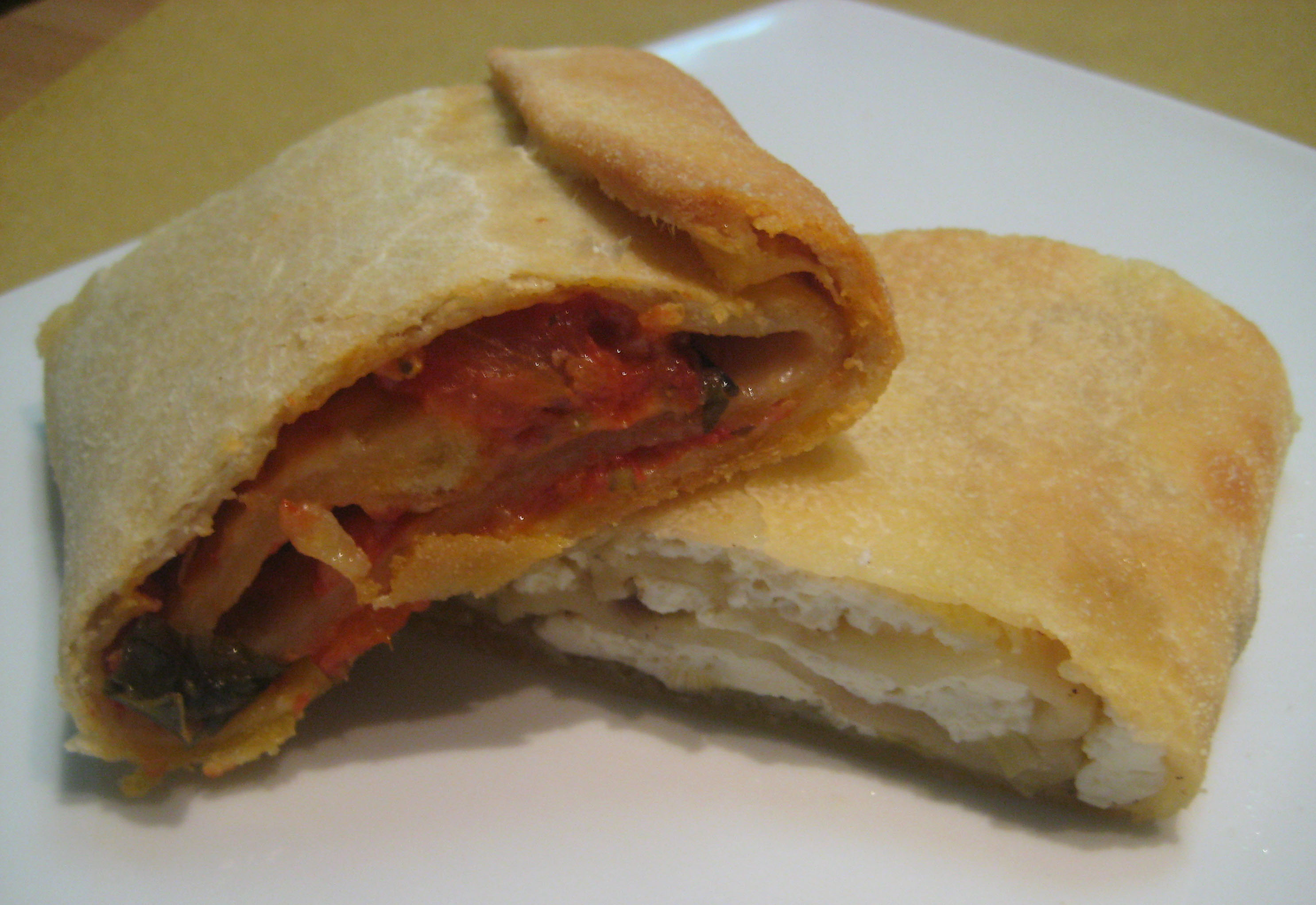
Scaccia com tomate e scaccia com ricota e cebola

A scaccia (plural: scacce, também conhecida como focaccia ragusana) é uma das especialidades siciliana, típica da província de Ragusa. É um tipo de pão ázimo recheado feito com uma camada muito fina e retangular de massa, dobrado sobre si mesmo três ou quatro vezes. Pode ser recheado de diversas maneiras, os recheios mais comuns são ricota e cebola, queijo e tomate, tomate e cebola e tomate e berinjela, variando de local, gosto ou estação do ano.

## Ler mais
- Franco Bucchieri, Emanuela Distefano e Francesco Tidona. Antiche ricette negli de Ré. 2003.

## Link externo
- Scaccia em Saveur.com